# Беверлі-Гіллс (Флорида)
Беверлі-Гіллс (англ. Beverly Hills) — переписна місцевість (CDP) в США, в окрузі Цитрус штату Флорида. Населення — 9961 особа (2020).

## Географія
Беверлі-Гіллс розташоване за координатами 28°55′3″ пн. ш. 82°27′15″ зх. д. / 28.91750° пн. ш. 82.45417° зх. д. (28.917523, -82.454095).  За даними Бюро перепису населення США в 2010 році переписна місцевість мала площу 7,67 км², уся площа — суходіл.

## Демографія
Згідно з переписом 2010 року, у переписній місцевості мешкало 8445 осіб у 4140 домогосподарствах у складі 2217 родин. Густота населення становила 1102 особи/км².  Було 4986 помешкань (650/км²).
Расовий склад населення:
| - 90,7 % — білих - 3,5 % — чорних або афроамериканців - 1,2 % — азіатів - 0,4 % — корінних американців - 1,5 % — осіб інших рас |

До двох чи більше рас належало 2,6 %. Частка іспаномовних становила 8,0 % від усіх жителів.
За віковим діапазоном населення розподілялося таким чином: 17,8 % — особи молодші 18 років, 48,9 % — особи у віці 18—64 років, 33,3 % — особи у віці 65 років та старші. Медіана віку мешканця становила 50,4 року. На 100 осіб жіночої статі у переписній місцевості припадало 82,0 чоловіків;  на 100 жінок у віці від 18 років та старших — 79,4 чоловіків також старших 18 років.
Середній дохід на одне домашнє господарство  становив 33 646 доларів США (медіана — 27 526), а середній дохід на одну сім'ю — 38 928 доларів (медіана — 32 283). За межею бідності перебувало 30,2 % осіб, у тому числі 42,9 % дітей у віці до 18 років та 10,8 % осіб у віці 65 років та старших.
Цивільне працевлаштоване населення становило 2612 осіб. Основні галузі зайнятості: освіта, охорона здоров'я та соціальна допомога — 21,6 %, роздрібна торгівля — 19,0 %, мистецтво, розваги та відпочинок — 17,6 %.